# Ривкин, Абрам Бенцианович
Абрам Бенцианович Ривкин (1914, Стародуб, Черниговская губерния — 1993, Челябинск) — советский архитектор. Организатор кафедры градостроительства инженерно-строительного факультета Челябинского политехнического института (ЧПИ). Член Союза архитекторов СССР (1946), ветеран ЧПИ (1984), избирался членом и председателем Челябинской организации Союза архитекторов СССР.

## Биография

Мемориальная доска А. Б. Ривкину в Челябинске

В 1941 году окончил Московский архитектурный институт. После окончания учебы работал инженером аэродромного строительства в штабе Московского военного округа по строительству и маскировке аэродромных посадочных площадок.
- В 1941—1944 годах — ассистент и старший преподаватель МАРХИ, эвакуированного в Ташкент.
- В 1944—1946 годах — аспирант факультета архитектурного усовершенствования (Москва).
- В 1946—1947 годах — начальник отдела в Управлении по делам архитектуры при Совете Министров РСФСР.
- В 1947—1960 годах — руководитель архитектурно-планировочной мастерской «Челябгорпроекта», Челябинск.
- В 1960—1971 годах — старший преподаватель, заведующий кафедрой градостроительства Челябинского политехнического института.
- В 1972—1985 годах — на научно-преподавательской работе.

## Избранные проекты и постройки
- Проект корректировки генерального плана и детальной планировки центральной части города Челябинска (1950—1951)
- Проект восстановления и реконструкции города Анапы (1945)
- Проект восстановления и реконструкции города Темрюка (1946)
- Застройки квартала города (совместно с Диной Берштейн), Челябинск
- Многоквартирный жилой дом (1948, строительство 1948—1953), Челябинск
- Проект застройки квартала с комплексом 5-7-этажных жилых домов (1952—1953, совм. с Диной Берштейн, строительство 1958—1959), Челябинск
- Проект застройки и реконструкции проспекта Ленина (1949—1950, совместно с И. Е. Чернядьевым и М. Я. Иванцовой), Челябинск
- Проект набережной реки Миасс в центральной части города Челябинск (1955—1957, строительство 1957—1961)
- Проект экспериментально-показательного многоквартирного жилого дома по улице Горького, Челябинск (1958—1959, строительство 1958—1964)

## Избранные труды
- Ривкин А. Б. Рациональное использование территории городов. — 1984.
- Ривкин А. Б. Региональное использование территорий городов. — М., 1985.